# گروه مینون
گروه مینون (انگلیسی: Minoan Group) شرکت مهمان‌نوازی بریتانیایی است، که در سال ۱۹۹۱ تأسیس شد.